# (30767) Chriskraft
(30767) Chriskraft est un astéroïde de la ceinture principale aréocroiseur.

## Description
(30767) Chriskraft est un astéroïde aréocroiseur. Il présente une orbite caractérisée par un demi-grand axe de 2,34 UA, une excentricité de 0,29 et une inclinaison de 26,8° par rapport à l'écliptique.

## Compléments